# Hệ tọa độ elíp

Hệ tọa độ elíp

Trong toán học và hình học, hệ tọa độ elíp là một hệ tọa độ trực giao hai chiều trong đó các đường tọa độ là các đường elíp và hyperbol đồng tiêu (tức có cùng tiêu điểm). Hai tiêu điểm F1 và F2 thường được cố định tại vị trí −a và +a trên trục hoành.

## Định nghĩa
Công thức để chuyển từ tọa độ elíp (μ, ν) sang hệ tọa độ Descartes là
{\displaystyle {\begin{aligned}x&=a\cosh \mu \cos \nu \\y&=a\sinh \mu \sin \nu \end{aligned}}}
trong đó μ là một số thực không âm, ν ∈ [0, 2π], và cosh và sinh là các hàm hyperbolic.
Một biểu diễn tương đương sử dụng số phức là
{\displaystyle x+iy=a\cosh(\mu +i\nu )}
Định nghĩa trên tương ứng với hình elíp và hình hyperbol. Đường cong với μ không đổi là một đường elíp, do
{\displaystyle {\frac {x^{2}}{a^{2}\cosh ^{2}\mu }}+{\frac {y^{2}}{a^{2}\sinh ^{2}\mu }}=\cos ^{2}\nu +\sin ^{2}\nu =1.}
Đây là phương trình chính tắc của hình elíp. Mặt khác, nếu ν không đổi, ta có một đường hyperbol:
{\displaystyle {\frac {x^{2}}{a^{2}\cos ^{2}\nu }}-{\frac {y^{2}}{a^{2}\sin ^{2}\nu }}=\cosh ^{2}\mu -\sinh ^{2}\mu =1,}
phương trình chính tắc của hyperbol.

### Hệ số tỉ lệ
Trong một hệ tọa độ trực giao, độ dài của các vectơ cơ sở được gọi là hệ số tỉ lệ. Trong hệ tọa độ elip và tọa độ cong nói chung, các vectơ cơ sở thay đổi tùy theo vị trí của điểm đang xét. Hệ số tỉ lệ của tọa độ (μ, ν) bằng
{\displaystyle h_{\mu }=h_{\nu }=a{\sqrt {\sinh ^{2}\mu +\sin ^{2}\nu }}=a{\sqrt {\cosh ^{2}\mu -\cos ^{2}\nu }}.}
Một biểu diễn khác sử dụng công thức hạ bậc cho các hàm lượng giác là
{\displaystyle h_{\mu }=h_{\nu }=a{\sqrt {{\frac {1}{2}}(\cosh 2\mu -\cos 2\nu )}}.}
Từ đó, một phần diện tích vô cùng nhỏ có dạng
{\displaystyle {\begin{aligned}dA&=h_{\mu }h_{\nu }d\mu d\nu \\&=a^{2}\left(\sinh ^{2}\mu +\sin ^{2}\nu \right)d\mu d\nu \\&=a^{2}\left(\cosh ^{2}\mu -\cos ^{2}\nu \right)d\mu d\nu \\&={\frac {a^{2}}{2}}\left(\cosh 2\mu -\cos 2\nu \right)d\mu d\nu \end{aligned}}}
và biểu thức của toán tử Laplace trong tọa độ elíp là
{\displaystyle \nabla ^{2}\Phi ={\frac {1}{a^{2}\left(\sinh ^{2}\mu +\sin ^{2}\nu \right)}}\left({\frac {\partial ^{2}\Phi }{\partial \mu ^{2}}}+{\frac {\partial ^{2}\Phi }{\partial \nu ^{2}}}\right).}
Những toán tử vi phân khác như ∇ ⋅ F và ∇ × F có thể được suy ra từ công thức tổng quát của hệ tọa độ trực giao, hoặc bằng cách thế vào công thức của hệ tọa độ Descartes.

## Định nghĩa khác
Một định nghĩa dễ hiểu và minh họa hơn sử dụng cặp tọa độ (σ, τ), trong đó σ = cosh μ và τ = cosh ν. Do đó {\displaystyle \tau =\cos \nu }. Do đó, đường với σ không đổi là elip, còn đường với τ là hyperbol. Tọa độ τ phải thuộc đoạn [−1, 1], còn σ phải lớn hơn hoặc bằng 1.
Cặp tọa độ (σ, τ) có quan hệ với các tiêu điểm F1 và F2. Với mọi điểm trên mặt phẳng, tổng hai khoảng cách của nó đến hai tiêu điểm là 2aσ, còn hiệu hai khoảng cách đó là 2aτ. Do đó, khoảng cách đến tiêu điểm F1 là a(σ + τ), còn với F2 là a(σ − τ), trong đó F1 và F2 lần lượt nằm tại x = −a và x = +a.
Một nhược điểm của cách biểu diễn này đó là các điểm với tọa độ Descartes (x, y) và (x, y) có cùng tọa độ (σ, τ), do đó công thức đổi sang hệ tọa độ Descartes không phải là một hàm số:
{\displaystyle {\begin{aligned}x&=a\left.\sigma \right.\tau \\y^{2}&=a^{2}\left(\sigma ^{2}-1\right)\left(1-\tau ^{2}\right).\end{aligned}}}

### Hệ số tỉ lệ
Hệ số tỉ lệ cho cặp tọa độ elíp (σ, τ) là
{\displaystyle {\begin{aligned}h_{\sigma }&=a{\sqrt {\frac {\sigma ^{2}-\tau ^{2}}{\sigma ^{2}-1}}}\\h_{\tau }&=a{\sqrt {\frac {\sigma ^{2}-\tau ^{2}}{1-\tau ^{2}}}}.\end{aligned}}}
Từ đó, phần diện tích vô cùng nhỏ là
{\displaystyle dA=a^{2}{\frac {\sigma ^{2}-\tau ^{2}}{\sqrt {\left(\sigma ^{2}-1\right)\left(1-\tau ^{2}\right)}}}d\sigma d\tau }
còn Laplacian bằng
{\displaystyle \nabla ^{2}\Phi ={\frac {1}{a^{2}\left(\sigma ^{2}-\tau ^{2}\right)}}\left[{\sqrt {\sigma ^{2}-1}}{\frac {\partial }{\partial \sigma }}\left({\sqrt {\sigma ^{2}-1}}{\frac {\partial \Phi }{\partial \sigma }}\right)+{\sqrt {1-\tau ^{2}}}{\frac {\partial }{\partial \tau }}\left({\sqrt {1-\tau ^{2}}}{\frac {\partial \Phi }{\partial \tau }}\right)\right].}

## Mở rộng ra các chiều cao hơn
Hệ tọa độ elíp là nền tảng cho một số hệ tọa độ trực giao ba chiều. Hệ tọa độ elíp trụ được xây dựng bằng cách chiếu hệ tọa độ elíp lên chiều trục z.

## Ứng dụng
Hệ tọa độ elíp thường được dùng trong việc giải phương trình vi phân từng phần, như là phương trình Laplace hay phương trình Helmholtz, trong đó hệ tọa độ elíp cho biểu diễn tự nhiên hơn và giúp tách biến trong phương trình. Một số ví dụ bao gồm giải các hệ thống như electron xoay quanh một phân tử hoặc quỹ đạo các thiên thể với hình elíp.
Tính chất hình học của tọa độ elíp cũng có ích. Một ví dụ bao gồm tính tích phân qua tất cả cặp vectơ p và q có tổng là vectơ r cố định, dưới dấu tích phân là một hàm phụ thuộc vào độ dài các vectơ |p| và |q|. Khi ấy ta có thể đặt r trên trục hoành giữa hai tiêu cự, và vectơ p và q xác định bởi một điểm trên elíp. Một trường hợp cụ thể là, r, p, q có thể biểu diễn động lượng của một chất điểm và các vectơ thành phần, và hàm dưới dấu tích phân có thể liên quan đến cơ năng của nó.